# Wetterflucht
Unter Wetterflucht versteht man in der Vogelkunde die Fähigkeit vieler Vögel, durch Ausgleichsflüge ungünstige Wettersituationen zu überstehen. Diese Fähigkeit haben fast ausschließlich Teilzieher (Saatkrähe, Wacholderdrossel, Grünfink, Rotkehlchen u. v. a.), während andere Arten (z. B. Eisvogel, Schleiereule) dazu kaum imstande sind und deshalb in sehr strengen Wintern gewaltige Verluste erleiden können.
Wetterfluchten verlaufen meist innerhalb eines Sektors der Hauptzugrichtung, bzw. entgegen dieser Richtung. Bei Vögeln höherer Lagen führen sie vertikal in die Täler (z. B. Mauerläufer, Alpenbraunelle).
Mauersegler verlassen bei ungünstigen Witterungsbedingungen sogar während der Brutzeit ihr Brutgebiet. Die Jungen verfallen während dieser Zeit in eine Art Hungerstarre, in der sie abhängig von Fettreserven und Entwicklungsstadium bis zu zwei Wochen überleben können.